# Paranormale beurs

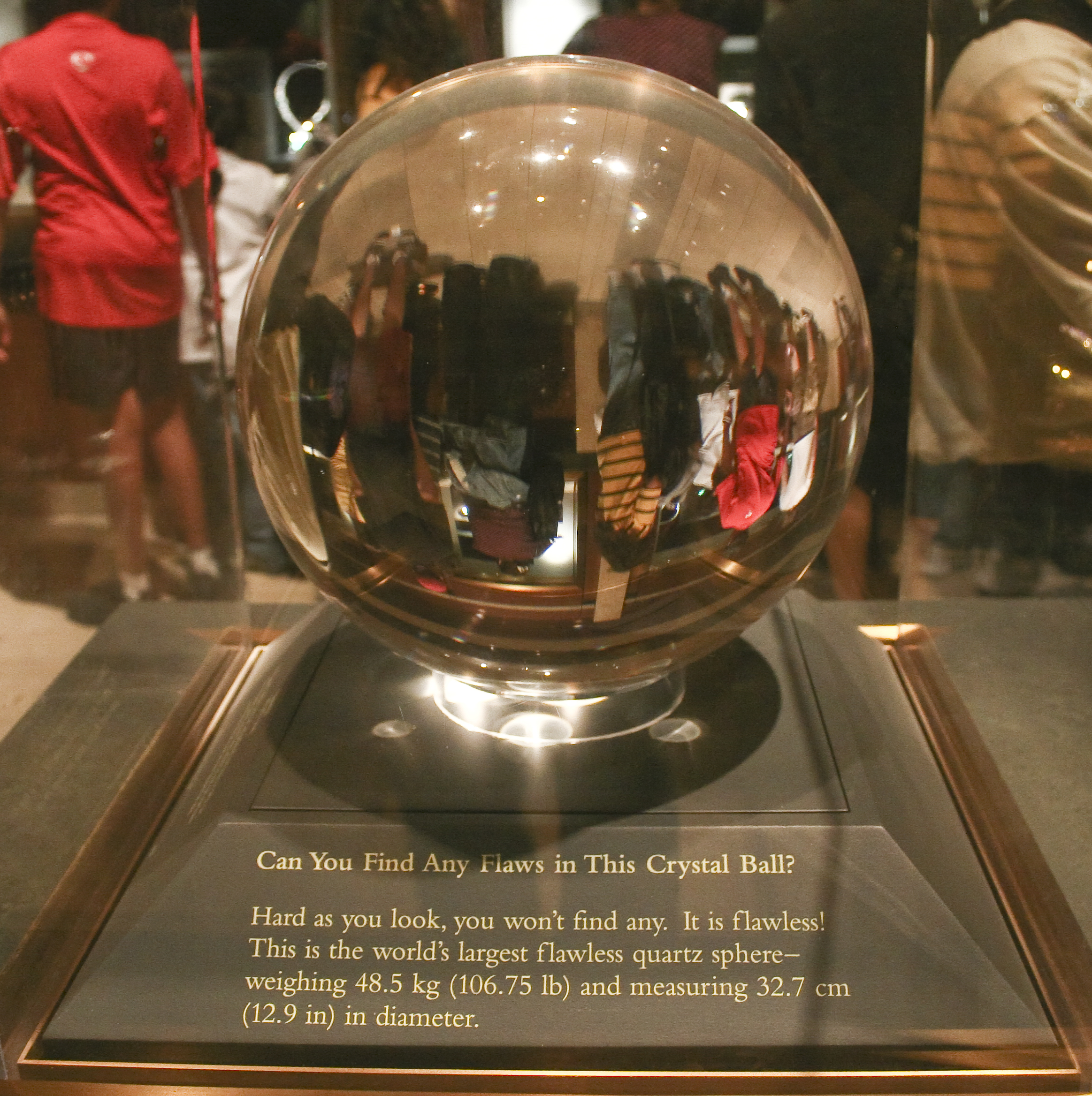
Kristallen bol

Een paranormale beurs of paranormaalbeurs is een commercieel evenement waarbij aanbieders op het alternatieve vlak hun producten of diensten aanbieden aan geïnteresseerde bezoekers.

## Geschiedenis
Het idee om paranormale beurzen in Nederland te gaan organiseren, komt voort uit het radioprogramma Het zwarte gat (1978-1994, Radio Veronica), een programma over paranormale verschijnselen. De presentator van dit programma was Bart van Leeuwen, de eindredacteur was Leo de Ruiter. Vaste paragnosten en parapsychologen waren onder anderen Anton Paauwe, André Groote, Johan Otten, Leo Pannekoek en Peter Warnaar.
Vanuit de redactie ontstond het idee om ook evenementen rond spiritualiteit en het paranormale te gaan organiseren. Mede-initiator was Peter de Jager (boekhouder, accountant bij Radio Veronica). De eerste paranormale beurs in Nederland vond plaats in een congresgebouw in Den Haag in 1986.
Om ook buiten het radioprogramma Het zwarte gat reclame te kunnen maken voor de beurzen, en om een afzetmarkt voor advertenties van deelnemers aan de beurs te creëren, werd door hen ook het maandblad ParaVisie opgericht (verschijningsdatum mei 1986, met als hoofdredacteur Leo de Ruiter).

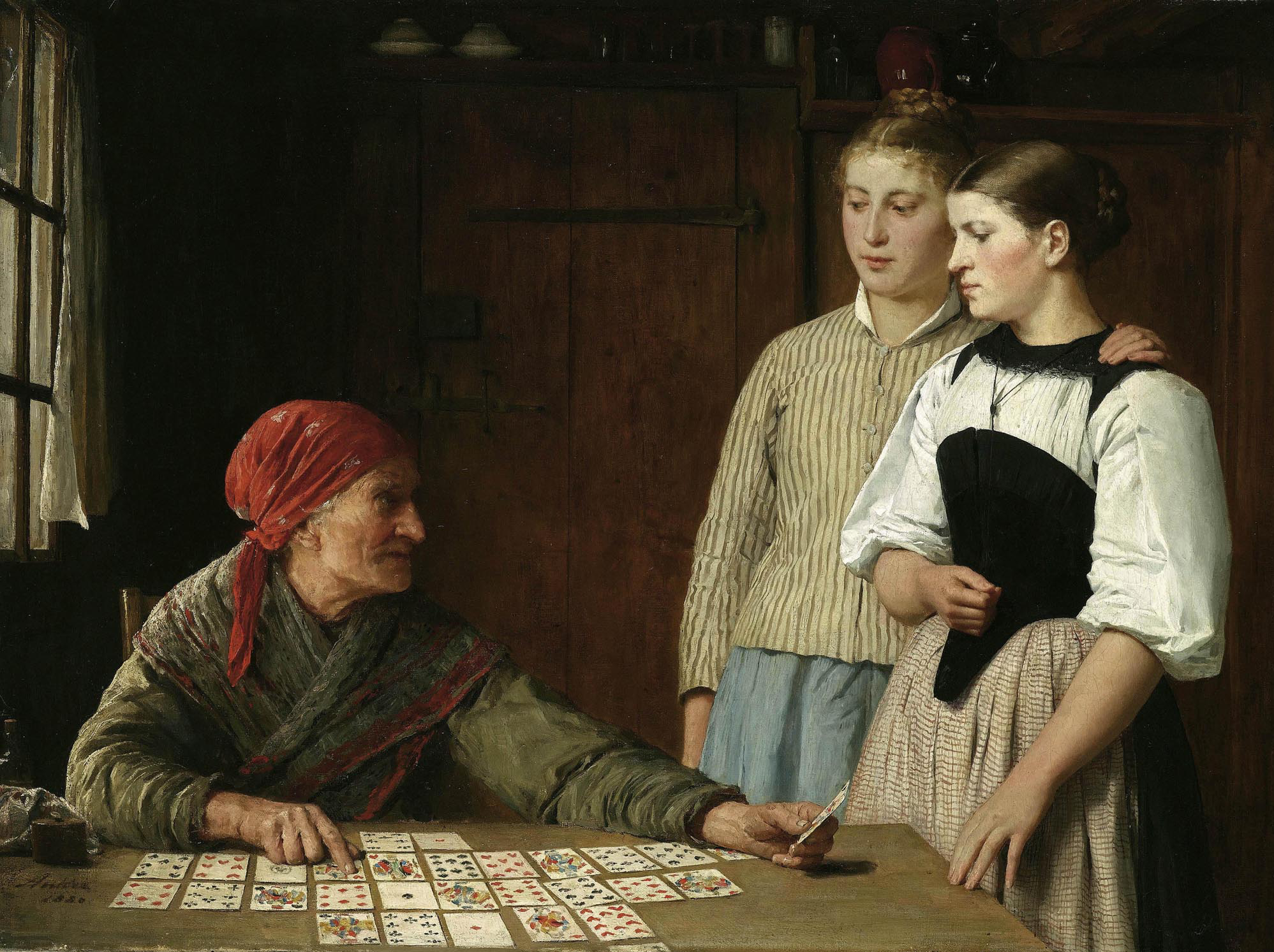
kaartlezeres, door Albert Anker.

In september 1992 werd er in de Zeelandhallen in Goes voor het eerst in Zeeland een beurs voor alternatieve geneeswijzen en bovennatuurlijke verschijnselen georganiseerd. De naam van de beurs was Para Norma en de initiatiefnemer was Irma van Vliet. Zij en haar man voerden toen net de directie over het beurscomplex. De aanleiding was commercieel (uit een onderzoek uit 1985 bleek dat de Zeeuwen relatief meer gebruikmaken van alternatieve therapeuten), maar ook persoonlijke interesse van Van Vliet in het paranormale. Op de beurs waren onder meer helderzienden, handlezers, tarotleggers, magnetiseurs, homeopaten, natuurgenezers en reiki-meesters. Naast standjes waar producten werden verkocht en consulten konden worden gehouden, waren er ook zalen waar lezingen werden gegeven.
De beurs was commercieel een succes: er waren 100 standhouders in plaats van de verwachte 50 en ook kwamen er meer bezoekers dan verwacht. Er was echter ook protest tegen de beurs: Bij de ingang werden folders uitgedeeld door gelovigen uit protestante kringen, de posters van Para Norma werden overplakt met een tekst uit het Bijbelboek Mattheüs ("Komt tot mij, als u vermoeid en belast zijt en Ik zal u rust geven") en er werd een gebedsbijeenkomst gehouden waar ruim 250 gelovigen aan deelnamen.
Na het succes van de eerste beurzen kwamen er paranormale beurzen door heel Nederland. Verschillende organisatoren, van grotere organisatiebedrijven tot kleine lokale aanbieders, gingen beurzen aanbieden van verschillende grootte en kwaliteit.

## Opzet en aanbod
De opzet van de verschillende paranormale beurzen komt meestal grotendeels overeen. Het evenement vindt plaats in een of meerdere zalen in bijvoorbeeld een zalencentrum of jaarbeurs. Voor de toegang tot de beurs wordt meestal een entreeprijs aan bezoekers gevraagd, waarbij prijzen voor consulten of andere diensten niet zijn inbegrepen. De aanbieders hebben een stand tot hun beschikking waar zij goederen kunnen verkopen of consulten kunnen geven. Deze aanbieders kunnen producten en diensten uit het gehele spectrum aan 'paranormale' praktijken aanbieden. Soms worden er ook lezingen of workshops aangeboden.

## Kritiek op paranormale beurzen

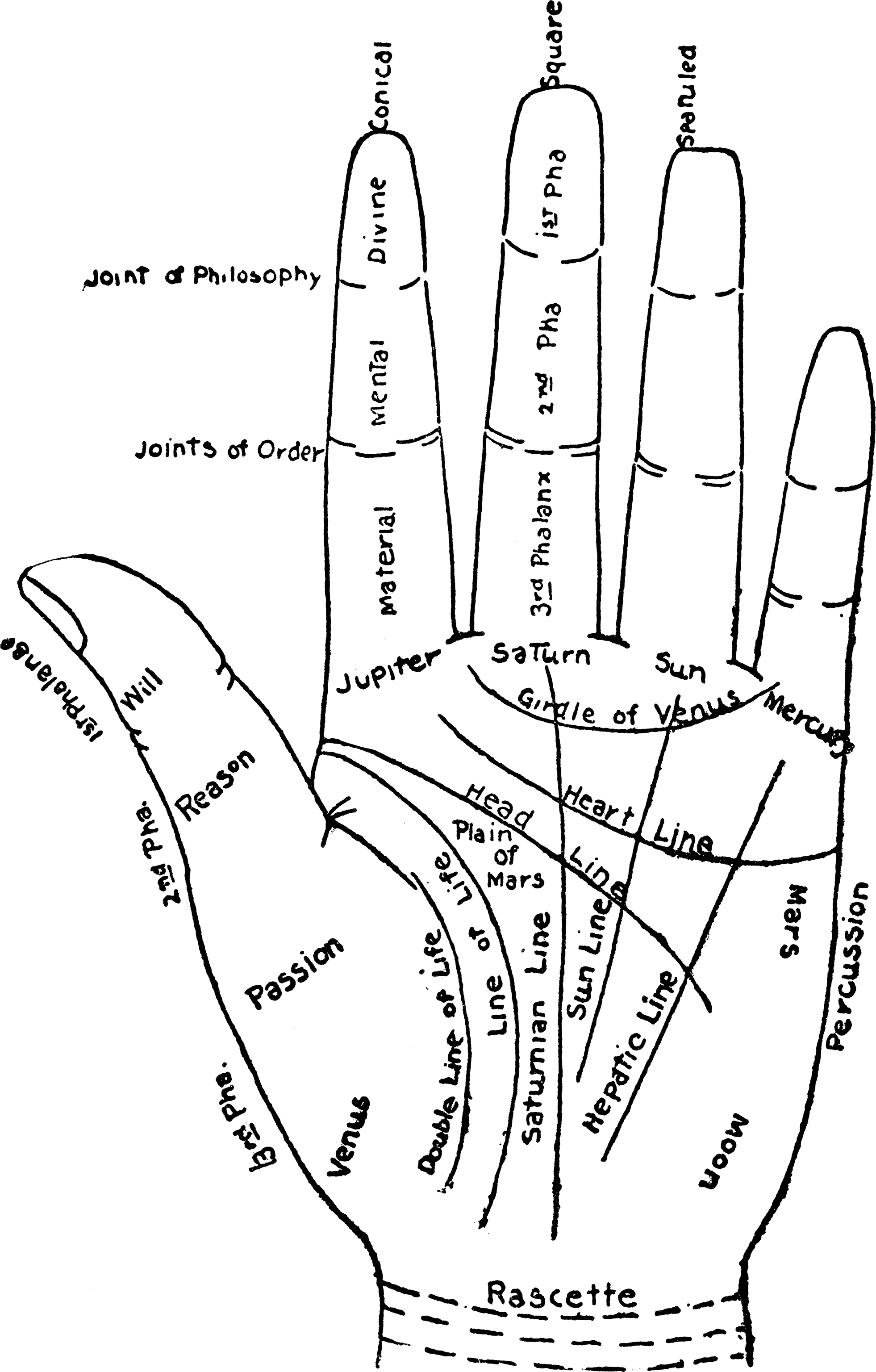
Kaart van de hand

Er is ook kritiek op de beurzen en er worden verschillende kanttekeningen bij gemaakt. De werkzaamheid van de stromingen of echtheid van de theorieën waar vanuit de aanbieders werken, zijn in de meeste gevallen niet wetenschappelijk bewezen. De kwaliteit of echtheid van de gave van een standhouder kan door de bezoeker niet worden gecontroleerd. Op Bijbelse gronden kunnen occulte zaken worden afgewezen. De suggestie van genezing of medische behandeling van een onwerkzame alternatieve geneeswijze kan gezondheidsrisico's met zich meebrengen. De suggestie van een toekomstvoorspelling kan de bezoeker ook op minder gunstige wijze beïnvloeden. Ook is er soms praktische kritiek dat er te veel geld voor ofwel de toegang ofwel de consulten wordt gevraagd.

## Term
Rond het jaar 2000 gingen sommige aanbieders in plaats van de naam "paranormale beurs" de naam "paranormaalbeurs" gebruiken. Dit met het argument dat het niet gaat om een beurs die paranormaal is (een "paranormale beurs" kan zo worden opgevat). Bij een samengesteld woord als "paranormaalbeurs" echter, zegt het eerste deel iets over het tweede deel, waardoor het betekenisprobleem niet echt wordt opgelost. Mogelijk ook wilden organisatiebureaus zich simpelweg met een nieuwe term onderscheiden. In de volksmond worden de beurzen nog steeds "paranormale beurzen" genoemd.